# One All Sports
One All Sports est un équipementier sportif présent principalement sur le terrain des sports mécaniques.

## Histoire
One All Sports est un équipementier basé à Bangkok.

### Sponsor dans les sports mécaniques
One All Sports  est par ailleurs actif dans le sponsoring des sports mécaniques, comme en formule 1, notamment en Asie.

### Sponsoring des équipes nationales de football au Cameroun
En 2022, il signe un contrat avec la Fecafoot, dirigée par Samuel Eto'o, pour équiper les Lions indomptables du Cameroun ; évinçant ainsi le Coq sportif, équipementier sportif français dont le contrat, signé en 2020, devait s'achever en 2023. Le Coq sportif intente un procès à Fecafoot à Nanterre, mais annonce une trêve pour un déroulement serein de la coupe du monde pour le Cameroun.
Sur fond de polémiques et d'échanges, l'équipementier lance des ventes de maillots conçus pour la coupe du monde du Qatar au Douala Grand Mall. Les clauses financières avec One All Sports seraient plus favorables à la Fecafoot.
Le contrat entre One All Sports et la Fecafoot a été résilié le 06 août 2024,.en effet